# Typ 97 Či-ha
Typ 97 Či-ha (九七式中戦車 チハ, Kjúnana-šiki čúsenša Či-ha) byl nejrozšířenější střední tank užívaný Japonskou císařskou armádou v průběhu druhé čínsko-japonské války, bitvy o Chalchyn-gol a druhé světové války.
Byl osazený dělem ráže 57 mm převzatým z předchozího Typu 89 I-gó, které bylo navrženo primárně pro podporu pěchoty. Zavěšení kol bylo odvozeno od lehkého tanku Typ 95 Ha-Gó, nicméně tank měl šest pojezdových kol namísto čtyř. Pohon zajišťoval vzduchem chlazený vznětový motor Mitsubishi o výkonu 170 hp.
Tank měl nízkou siluetu, a to ho, spolu s typickou podkovovitou rádiovou anténou na věži, činilo snadno rozpoznatelným. Po roce 1941 se design tanku stával zastaralým v porovnání s většinou spojeneckých tanků. V roce 1942 tak začala být vyráběna vylepšená varianta s větší věží a výkonnějším 47 mm dělem, která byla pojmenovaná Šinhoto Či-ha (nebo také Či-ha Kai).

## Historie a vývoj
Spolu se skutečností, že předchozí Typ 89 I-gó v průběhu 30. let rychle zastarával, spustila japonská armáda program na vývoj jeho nástupce coby tanku pro podporu pěchoty. Ze zkušeností získaných v průběhu invaze do Mandžuska vyplynulo, že Typ 89 I-Gó byl příliš pomalý, aby dokázal účinně podporovat motorizovanou pěchotu. Nový tank měl být tedy spíše zvětšenou verzí lehkého tanku Typ 95 Ha-Gó s čtyřčlennou posádkou, silnějším pancéřováním a výkonnějším motorem pro udržení mobility.
Prototyp tanku pojmenovaný Či-Ha vyrobila ve své tokijské fabrice firma Mitsubishi Heavy Industries. Druhý prototyp byl hotov v červnu roku 1937. Přesto že v armádních požadavcích figurovalo už dělo ráže 47 mm, tank byl osazen stejným 57 mm dělem jako Typ-89B. Konkurentem Či-Ha byl lehčí a levnější Typ 97 Či-Ni, jehož prototyp byl zkonstruovaný státní zbrojovkou v Ósace a který nesl stejné 57 mm dělo. Nicméně s propuknutím druhé čínsko-japonské války 7. července 1937 padla rozpočtová omezení v dobách míru a jako hlavní tank japonské armády byl zvolen Či-Ha označený jako Typ 97.

### Pojmenovávání japonských tanků
Či (チ) je odvozeno ze slova čúsenša (チュウセンシャ) znamenající "střední tank". Ha a Ni v japonské armádní nomenklatuře znamenají číselné označení modelu 3, resp. 4. Tank byl označen jako Typ 97 v odkazu na imperiální rok 2597 (v gregoriánském kalendáři 1937). Jméno "Typ 97 Či-Ha" by tedy mohlo být přeloženo jako "střední tank typ 1937, model 3".

## Design
Typ 97 měl nýtovanou konstrukci a motor byl uložen v zadní části tanku. Posádka byl čtyřčlenná a zahrnovala řidiče, kulometčíka a dva muže ve věži. V přední části tanku seděl řidič vpravo a kulometčík vlevo. Velitelská kupolka byla umístěna na vrchu věže. Komunikace uvnitř tanku byla zajištěna prostřednictvím dvanácti tlačítek ve věži, které byly propojené se signálními světly a bzučákem v blízkosti řidiče.
Hlavní zbraní bylo dělo Typ 97 ráže 57 mm, použité už u předchozího Typu 89. Dělo mělo krátkou hlaveň a relativně nízkou úsťovou rychlost, nicméně postačovalo k plnění hlavního úkolu tanku, kterým byla podpora pěchoty. Dělo nemělo převod pro nastavení náměru, střelec musel pro jeho změnu použít rameno.
Sekundárními zbraněmi byly dva kulomety Typ 97 ráže 7,7 mm. Jeden byl umístěn v levé části přední korby a jeden na zadní straně věže. Věží bylo možno otáčet o 360°, nicméně dělo se mohlo pohybovat o dalších 10° v každém směru nezávisle na věži.
Nejsilnější pancéřování o síle 25 mm bylo použito na objímce děla, síla pancíře přední korby činila 15-25 mm. Pohon zajišťoval vzduchem chlazený "V-12 21,7 litr SA12200VD" dieselový motor Mitsubishi o výkonu 170 hp (127 kW).

### Vývoj variantyKai

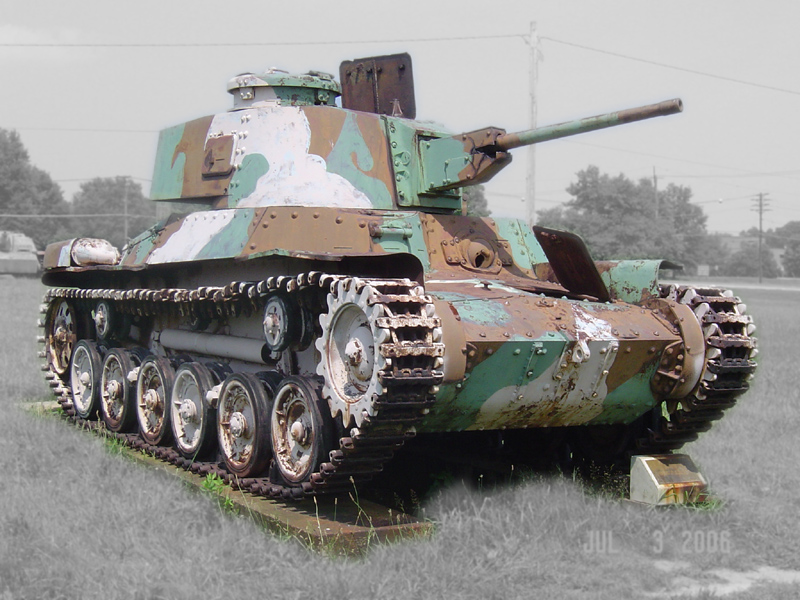
Typ 97 Či-Ha Kai

Nevýhody 57 mm děla se naplno projevily v roce 1939 během bitvy u Chalchyn-golu proti Sovětskému svazu. Sovětské tanky BT-5 a BT-7 se svými 45 mm děly měly výrazně větší dostřel a způsobily Japoncům těžké ztráty. To přesvědčilo armádu o potřebě výkonnějšího děla. Vývoj nového děla ráže 47 mm započal v roce 1939 a byl dokončen roku 1941. Dělo Typ 1 ráže 47 mm bylo vyvinuto speciálně proti sovětským tankům. Mělo delší hlaveň a výrazně větší úsťovou rychlost, což vedlo k výrazně vyšší průbojnosti než jakou disponovalo krátké 57 mm dělo. Nová verze, pojmenovaná Typ 97 Či-Ha Kai (Kai znamená "vylepšený") nebo ŠinHoTo Či-Ha ("Či-Ha s novou věží"), byla osazená tímto 47 mm dělem umístěným v nové, tříčlenné věži. Produkce začala roku 1942. Dalších asi 300 kusů starší varianty bylo modernizováno.

## Produkce
Typ 97 Či-Ha byl vyráběn firmou Mitsubishi Heavy Industries společně s firmou Hitachi Industries, menší část produkce zajišťovala státní zbrojovka v Sagamihaře. Počet vyrobených kusů byl o něco nižší než počet vyrobených Typ 95 Ha-Gó, nicméně větší než jakýchkoliv jiných tanků nasazených Japonskem. Počet kusů za jednotlivé roky udává následující seznam.
Typ 97 Či-Ha (57 mm)
- 1938: 110
- 1939: 202
- 1940: 315
- 1941: 507
- 1942: 28
- celkem: 1162

Typ 97 Či-Ha Kai (47 mm)
- 1942: 503
- 1943: 427
- celkem: 930

Celková produkce obou variant činila 2092 kusů, vrcholem produkce byl rok 1942. Následující rok byla výroba ukončena ve prospěch novějších typů, zejména Typ 1 Či-He.

## Další vývoj

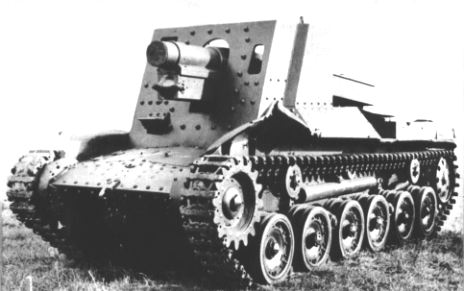
samohybné dělo Typ 4 Ho-Ro

Posledním tankem, který vycházel z designu Typu 97 byl střední tank Typ 3 Či-Nu. Ten sdílel šasi a zavěšení s předchozím typem Či-He, byl ale osazen větší věží a mohl tak nést silné 75 mm dělo. Typ 1 Či-He byl přímým nástupcem Typu 97. Typ 4 Či-To, poslední dokončený design před koncem druhé světové války, už neměl s Typem 97 nic společného. Japonský průmysl byl v průběhu války těžce poškozen a v pozdějších letech už tak nebyl schopen produkovat nové tanky ve větším množství.
Potřeba doplnit tankové jednotky dělostřelectvem vedla k potřebě vývoje samohybných děl (SPG). Na podkladě tanku bylo postaveno přes sto kusů samohybných děl Typ 1 Ho-Ni a Typ 3 Ho-Ni III pro boj s tanky, které byly vyzbrojeny kanónem ráže 75 mm nebo houfnicí ráže 105 mm, a 12 kusů samohybných děl Typ 4 Ho-Ro, které byly vyzbrojeny polní houfnicí typ 38 ráže 150 mm. Nicméně z důvodu upřednostnění námořnictva bylo množství materiálu pro výrobu tanků značně omezeno.

## Nasazení

### Válka v Číně a proti Sovětskému svazu
Typ 97 byl úspěšně nasazen v Číně v operacích druhé čínsko-japonské války. Důvodem úspěchu byla zejména skutečnost, že armáda Kuomintangu nebyla příliš dobře vyzbrojena a disponovala pouze britskými exportními Vickers, německými Panzery I a italskými tančíky L3/33.

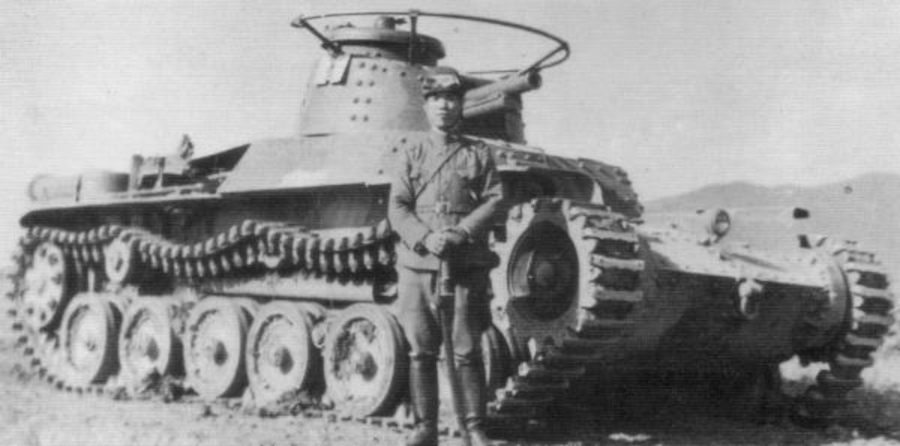
Typ 97 Či-Ha

Křest ohněm prodělaly tanky Či-Ha během bitvy u Chalchyn-Golu v červenci 1939, kde čelily moderním sovětským strojům. Japonské tankové jednotky byly organizovány do dvou pluků, 3. a 4. tankového pluku. 4. tankový pluk byl vyzbrojen čtyřmi tanky Typ 97, přičemž jeden z nich sloužil jako tank velitelský. Během bitvy u Chalchyn-golu se projevila malá účinnost 57 mm děla. Sovětské tanky vybavené účinnějším dělem měly větší dostřel a způsobily tak Japoncům těžké ztráty.

### Druhá světová válka
Od 8. prosince 1941 do začátku roku 1942, během bitvy o Malajsii a bitvy o Singapur, byly tanky Typ 97 používány 1., 6. a 14. tankovým plukem 3. tankové skupiny pod velením generálporučíka Jamašity. 1. tankový pluk byl připojen k 5. divizi císařské armády, která byla mezi prvními japonskými vojenskými jednotkami, které přistály v Songkhla v jižním Thajsku. Tanky byly v čele útoku na severní britské Malajsko na konci roku 1941. Později se stejné jednotky zapojily do rozhodující bitvy u Jitry na počátku roku 1942. Jedním z klíčů k japonskému úspěchu v Malajsku a Singapuru byla skutečnost, že Britové nepředpokládali schopnost tanků projít hustou džunglí malajského poloostrova. Nicméně ta navzdory předpokladům nepředstavovala pro lehké japonské tanky vážnější překážku.
Později se 2. a 14. tankový pluk zapojil do bojů v Barmě v roce 1942.
Tanky Typ 97 Či-Ha Kai byly poprvé nasazeny v roce 1942 v bitvě o Corregidor. Ukázalo se, že nové 47 mm dělo si snadno poradí s americkými lehkými tanky M3 Stuart, nicméně proti středním tankům M4 Sherman bylo účinné pouze z boku nebo zezadu.
Během bitvy o Saipan v noci ze 16. na 17. června roku 1944 se tanky Typ 97 9. tankového pluku spojily s tanky Typ 95 136. pěšího pluku v protiútok proti vybudovanému předmostí amerických jednotek, které přistály den předtím. Protiútok byl odražen pomocí námořních děl. Byl to největší japonský obrněný útok během války v Tichomoří. Japonská armáda však během tichomořské války zřídkakdy prováděla významné obrněné útoky kvůli omezeným oblastem manévrování, které převládaly na ostrovech v jižním Pacifiku. Japonské tanky byly dokonce často zahrabány v zemi tak, aby byla vidět jen věž.

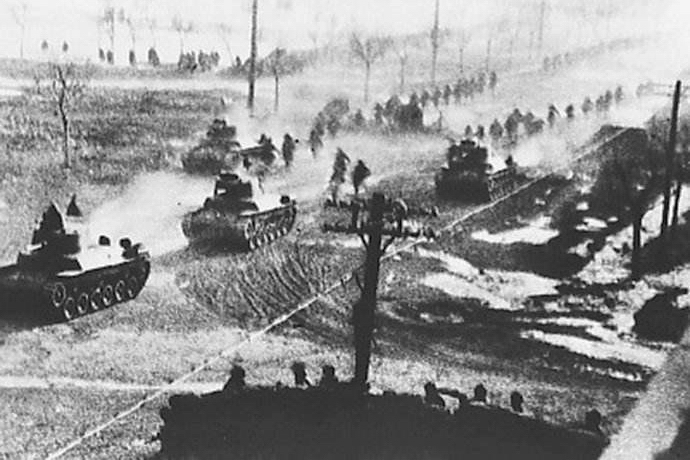
Tanky Typ 97 ČLOA při přesunu do města Šen-jang během čínské občanské války v roce 1948

Tanky Typ 97 se dále účastnily bitvy o Guam nebo bitvy o Okinawu kde jich několik desítek čelilo mnohonásobné přesile tanků M4 Sherman a které byly zničeny během sebevražedných protiútoků. Poslední nasazení za druhé světové války proběhlo v Mandžusku proti Sovětskému svazu. Rudá armáda zde zajala 389 tanků.
Po válce byly tanky Typ 97 užívány čínskou lidovou osvobozeneckou armádou, které jí věnoval Sovětský svaz. Tyto se zúčastnily bojů čínské občanské války.

## Uživatelé
Japonské císařství
- Japonská císařská armáda
- Japonské císařské námořnictvo

 Čínská lidová republika
- Čínská lidová osvobozenecká armáda (ČLOA)[1]

 Indonésie
- Indonéská armáda

## Přeživší stroje
Zrestaurované stroje jsou k vidění ve svatyni Jasukuni v Tokiu a svatyni Wakajiši v prefektuře Šizuoka. V roce 2005 byl nalezen pohřbený vrak na pláži ve městě Miura v prefektuře Kanagawa. Zachovalé exempláře se nachází v muzeu Čínské lidové osvobozenecké armády v Pekingu a v Muzeu zbraní armády Spojených států v Aberdeenu. Množství vraků lze nalézt na ostrově Saipan a Kurilských ostrovech.